# Andrés Hammersley
Andrés R. Hammersley Núñez (17 de octubre de 1919-10 de enero de 2002) fue un tenista chileno de las décadas de 1940 y 1950. Fue contemporáneo de Luis Ayala, Ricardo Balbiers, Marcelo Taverne y Carlos Sanhueza. En 1945 fue el «primer chileno varón en participar en el Abierto de Estados Unidos».

## Vida personal
Hijo del atleta Rodolfo Hammersley y hermano del esquiador Arturo Hammersley. Paralelamente a su carrera tenística, que desarrolló sin la venia de su padre, estudió contactología en Alemania, siendo el primer especialista chileno en dicha área. Tuvo tres matrimonios, uno de ellos con Carla Timmerman. Hablaba español, inglés, francés y alemán. Falleció en 2002, a la edad de 84 años, por un cáncer de próstata.

## Trayectoria deportiva
Comenzó en 1939 durante la era aficionada. En 1941 ganó su primer campeonato chileno de tenis, lo cual repitió consecutivamente hasta 1946. Fue campeón sudamericano en 1943 y 1946. En 1953 ganó el Torneo de Maribor en Yugoslavia y en 1956, el Torneo de Menton en Francia. En 1945 debutó en el Campeonato Nacional de Estados Unidos como segundo cabeza de serie, actual Abierto de Estados Unidos, y en 1946, fue invitado al Campeonato de Wimbledon, donde tras ser derrotado por el australiano Dinny Pails, sufrió una confusión mental que lo tuvo fuera de las pistas hasta 1948. Volvió a Wimbledon en 1954, participando en todas sus versiones hasta 1958.
Fue jugador del equipo chileno de Copa Davis entre 1954 y 1957, siendo nominado en ocho oportunidades, donde llegó a disputar con Luis Ayala la semifinal de la Zona Europea en la edición de 1955 ante Suecia, correspondiente a los octavos de final. De sus 23 partidos en el torneo, ganó 10 y cayó en 13. También, de Copa Mitre, en la que fue campeón en 1954.

## Clasificación histórica

### Torneos internacionales
| Torneo        | 1945 | 1946 | 1954 | 1955 | 1956 | 1957 | 1958 | V–D |
| ------------- | ---- | ---- | ---- | ---- | ---- | ---- | ---- | --- |
| Roland Garros | A    | R32  | R64  | R128 | R64  | R32  | A    | 3-5 |
| Wimbledon     | A    | R128 | R64  | R128 | R128 | R64  | R128 | 2-6 |
| Forest Hills  | R64  | R32  | R32  | R128 | A    | A    | A    | 2-4 |